# PGC 8064
LEDA/PGC 8064 ist eine Spiralgalaxie vom Hubble-Typ SBd pec? im Sternbild Dreieck am Nordsternhimmel. Sie ist schätzungsweise 177 Millionen Lichtjahre vom Sonnensystem entfernt und hat einen Durchmesser von etwa 35.000 Lichtjahren. 
IC 200 wurde früher häufig mit PGC 8064 verwechselt und ist in einigen Datenbanken noch so aufgeführt.